# Szilvásapáti
Szilvásapáti (szlovákul: Vyšné Opátske) Kassa településrésze, egykor önálló község Szlovákiában, a Kassai kerületben, a Kassai IV. járásban. Területe 4,19 km².

## Fekvése
Kassa központjától 4 km-re, délkeletre fekszik.

## Története
1344-ben Péter abaszéplaki apát oklevelében említik először. Mint arra neve is utal, egykor az abaszéplaki bencés apátság birtoka. Első lakói eredetileg kassai polgárok voltak, akik az itteni szőlőket művelték. Ezután 1427-ben, 1553-ban, 1715-ben és 1720-ban szerepel a dézsmajegyzékeket tartalmazó forrásokban, lakosság említése nélkül. A lakosság első említése csak 1746-ban történt. A 18. században már szlovák falu, mely Abaszéplak filiája. 1773-ban magyar nevén, „Szilvás Apáthi” alakban említik.
A 18. század végén Vályi András így ír róla: „Szilvás Apáti. Magyar falu Abauj Vármegyében, birtokosa a’ Királyi Kamara, lakosai leg inkább reformátusok, fekszik a’ fűzéri járásban, határbéli földgye soványos, a’ vízáradás, és a’ tavas helyek miatt; fája, makkja elég, fából kotsikat készítnek a’ lakosok, mellyeket elárúlgatnak; a’ hol a’ vizek nem bolygattyák földgyeit, termékeny, és mivel Kassához is közel van, első Osztálybéli.”
Fényes Elek 1851-ben kiadott geográfiai szótárában így ír a faluról: „Szilvás Apáthi, Opaczka, tóth falu, Abauj vgyében, a Hernád bal partján, igen gyönyörü vidéken: 159 kath. lak. A kassaiak ide gyakran kijárnak mulatni. F. u. a Sz. István seminariuma.”
Borovszky Samu monográfiasorozatának Abaúj-Torna vármegyét tárgyaló része szerint: „Kassáról dél felé, a Hernád balpartján Szilvás-Apáti községet találjuk, a Kassai-hegy lábánál, 38 házzal, 284 tót ajku lakossal. Postája és távirója Kassa.”
A trianoni diktátumig Abaúj-Torna vármegye Kassai járásához tartozott. 1938 és 1945 között – az I. bécsi döntés következtében – ismét magyar fennhatóság alá került.
1968-ban csatolták Kassához.

## Népessége
1910-ben 311, túlnyomórészt szlovák lakosa volt.
2001-ben 1451-en lakták.
2011-ben 1629 lakosából 1350 szlovák

## Lásd még
- Kassa
- Abaszéplak
- Bárca
- Hernádtihany
- Kassaújfalu
- Kavocsán
- Miszlóka
- Pólyi
- Saca
- Szentlőrincke
- Zsebes